# Katja Kankaanpää
Katja Kankaanpää, née le 30 juin 1981 est une pratiquante de MMA finlandaise membre de l'organisation de l'Invicta Fighting Championships dans la catégorie des poids pailles.

## Biographie
Katja Kankaanpää est une adepte du karaté. Avant son entrée dans le professionnalisme en MMA, elle s'est contentée d'une carrière amateur dans son sport de prédilection ainsi qu'en lutte. Elle n'a jamais envisagé de devenir professionnelle, mais lorsque l'occasion s'est présentée elle l'a saisie.

## Parcours en MMA

### Débuts de carrière
Le 27 mars 2010 Katja Kankaanpää commence sa carrière en MMA. Elle est opposée, à la Polonaise Paulina Suska lors de l'événement Oulu Fight 2 se déroulant à Oulu en Finlande. Elle l'emporte par décision au bout des deux rounds.
Katja Kankaanpää affronte le 23 mars 2012 l'Anglaise Simona Soukupova. Dans un combat où les deux adversaires font jeu égal durant les trois reprises, le premier juge donne la victoire à la Finlandaise, le second à l'Anglaise, le troisième donne égalité. La foule applaudit cette décision d'égalité partagée et Katja Kankaanpää toujours invaincue porte son palmarès à 6-0-1. 

## Invicta Fighting Championships
Le 6 septembre 2014, Katja Kankaanpää rencontre l'Américaine Stephanie Eggink lors de l'Invicta FC 8 à Kansas City dans le Missouri. Le titre Invicta Fighting Championship poids pailles est en jeu. Lors du cinquième round Stephanie Eggink mène au poings et s’apprête à remporter la victoire mais Katja Kankaanpää reste concentrée et parviens à soumettre son adversaire grâce à un étranglement en triangle d'arce choke. Elle remporte la ceinture de championne poids pailles de l'Invicta FC.
Quatre mois plus tard, le 25 avril 2012 dans la même salle, lors de l'Invicta FC 12, Katja Kankaanpää défend son titre face à la Brésilienne Livia Renata Souza. La Brésilienne commence fort, prend le dos de son adversaire et tente un étranglement arrière, sans succès. Mais dès le second round, la Finlandaise domine le combat et se défend très efficacement face à son adversaire spécialiste du jiu-jitsu brésilien. Au fil du match elle montre une meilleure condition physique et s’apprête à remporter la décision des juges. Mais le scénario qui s'était déroulé lors de son combat face à Stephanie Eggink se reproduit alors, cette fois en défaveur de la Finlandaise. Livia Renata Souza soumet Katja Kankaanpää par un étranglement en triangle à la fin du quatrième round et s'empare du titre.
Le 25 septembre 2015, Katja Kankaanpää affronte l'Américaine Deanna Bennett lors de l'Invicta FC 14: Evinger vs. Kianzad à Kansas City. Elle subit une nouvelle défaite à l'issue d'un match très serré. Les juges la donnent perdante par décision unanime (29-28, 29-28, 29-28). Le lendemain, elle annonce sur les réseaux sociaux qu'elle se retire du circuit MMA. 

### Distinctions
- Invicta FC
  - Championne Invicta FC des poids pailles (x1) (du 6 septembre 2014 au 24 avril 2015).
  - Combat de la soirée (x1) (6 septembre 2014 face à Stephanie Eggink)
  - Première championne finlandaise de l'histoire de l'Invicta FC.

## Palmarès en MMA
| 14 combats     | 10 victoires | 3 défaites |
| Par KO         | 1            | 0          |
| Par soumission | 4            | 1          |
| Sur décision   | 5            | 2          |
| Égalités       | 1            | 1          |

| Résultat | Record | Adversaire            | Méthode                                            | Événement                                       | Date              | Round | Temps | Lieu                                    | Notes                                                                                     |
| -------- | ------ | --------------------- | -------------------------------------------------- | ----------------------------------------------- | ----------------- | ----- | ----- | --------------------------------------- | ----------------------------------------------------------------------------------------- |
| Défaite  | 10–3–1 | Deanna Bennett        | Décision unanime                                   | Invicta FC 14: Evinger vs. Kianzad              | 12 septembre 2015 | 3     | 5:00  | Kansas City, Missouri, États-Unis       |                                                                                           |
| Défaite  | 10–2–1 | Livia Renata Souza    | Soumission (étranglement en triangle)              | Invicta FC 12: Kankaanpää vs. Souza             | 25 avril 2015     | 4     | 3:58  | Kansas City, Missouri, États-Unis       | Défend le titre Invicta Fighting Championships poids pailles                              |
| Victoire | 10–1–1 | Stephanie Eggink      | Soumission (étranglement en triangle d'arce choke) | Invicta FC 8: Waterson vs. Tamada               | 6 septembre 2014  | 5     | 2:03  | Kansas City, Missouri, États-Unis       | Remporte le titre vacant Invicta Fighting Championships poids pailles Combat de la soirée |
| Victoire | 9–1–1  | Alyona Rassohyna      | Soumission (clé de bras)                           | Lappeenranta Fight Night 10                     | 17 mai 2014       | 2     | 0:49  | Lappeenranta, Carélie du Sud, Finlande  |                                                                                           |
| Défaite  | 8–1–1  | Joanne Calderwood     | Décision unanime                                   | Invicta FC 7: Honchak vs. Smith                 | 7 décembre 2013   | 3     | 5:00  | Kansas City, Missouri, États-Unis       |                                                                                           |
| Victoire | 8–0–1  | Juliana Lima          | Décision unanime                                   | Invicta FC 5: Penne vs. Waterson                | 5 avril 2013      | 3     | 5:00  | Kansas City, Missouri, États-Unis       | Débuts à l'Invicta FC                                                                     |
| Victoire | 7–0–1  | Aisling Daly          | Décision unanime                                   | CWFC 51: Cage Warriors Fighting Championship 51 | 31 décembre 2012  | 3     | 5:00  | Dublin, Irlande                         |                                                                                           |
| Égalité  | 6–0–1  | Simona Soukupova      | Égalité partagée                                   | BP 12: Botnia Punishment 12                     | 23 mars 2012      | 3     | 5:00  | Seinäjoki, Ostrobotnie du Sud, Finlande |                                                                                           |
| Victoire | 6–0    | Mei Yamaguchi         | Décision unanime                                   | Botnia Punishment 11: Kankaanpää vs. Yamaguchi  | 23 mars 2012      | 3     | 5:00  | Seinäjoki, Ostrobotnie du Sud, Finlande |                                                                                           |
| Victoire | 5–0    | Karla Benitez         | Décision unanime                                   | Cage 16: 1st Defense                            | 8 octobre 2011    | 2     | 5:00  | Espoo, Uusimaa, Finlande                |                                                                                           |
| Victoire | 4–0    | Ekaterina Tarnavskaja | Soumission (étranglement arrière)                  | Cage 15: Powered by Reezig                      | 29 avril 2011     | 1     | 2:12  | Espoo, Uusimaa, Finlande                |                                                                                           |
| Victoire | 3–0    | Niina Aaltonen        | Soumission (étranglement en triangle d'arce choke) | BP 9: Animal Factory                            | 9 octobre 2010    | 2     | 2:12  | Vaasa, Ostrobotnie, Finlande            |                                                                                           |
| Victoire | 2–0    | Dalia Grakulskyte     | TKO (coups de poing)                               | BP Fight Night 2: Rumble in Amarillo            | 17 avril 2010     | 1     | 2:13  | Vaasa, Ostrobotnie, Finlande            |                                                                                           |
| Victoire | 1–0    | Paulina Suska         | Décision unanime                                   | OF: Oulu Fight 2                                | 27 mars 2010      | 2     | 5:00  | Oulu, Ostrobotnie du Nord, Finlande     |                                                                                           |